# تشرم
تشرم (بالفارسية: چرم) هي قرية تقع في قسم سنغ بست الريفي في إيران. يقدر عدد سكانها بـ 267 نسمة بحسب إحصاء 2016.